# Hendrik van Borssum Buisman
Hendrik van Borssum Buisman (Wieringen, 1873 – Haarlem, 1951) va ser un pintor d'Holanda del Nord. Va ser alumne d'Adolf le Comte i L. O. Wenckebach, i membre del grup de pintors Arti et Amicitiae. Hendrik van Borssum Buisman també va ser conservador d'art del Museu Teyler, cosa que li permetia viure a la Fundatiehuis, on van néixer els seus dos fills Jan Hendrik i Garrelt. Durant els anys que va ocupar el càrrec, va organitzar les primeres exposicions de gravats i dibuixos, coberts per cortines, per protegir-los de la llum natural, la principal font de llum al museu. Durant la Segona Guerra Mundial va supervisar la conservació de la col·lecció en búnquers de dunes properes.El seu fill Jan Hendrik també va esdevenir conservador d'art del museu, vint anys després de la mort del seu pare.